# Pap Béla (altábornagy)
Szilli Pap Béla István Dömötör (Marcali, 1845. március 26. – Waidhofen an der Ybbs, 1916. október 1.) magyar katonatiszt, az 1905–1906-os magyarországi belpolitikai válság idején rövid ideig honvédelmi miniszter a Fejérváry-féle „darabontkormányban” 1906 márciusa és áprilisa között.

## Élete
Édesapja, Pap József, orvos, édesanyja, Lindner Alojzia volt. 1904-ben I. Ferenc József magyar király Pap Béla és utódai számára nemesi címet adományozott, ekkortól használták a "szilli" nemesi előnevet.

## Művei
- Pap, Béla: Die Anwendung der optischen Telegraphie im Felde, (Bécs, 1871)